# Nomen dubium
Nomen dubium (множина — nomina dubia). Латинський термін для назви, застосування якої до певного таксона неясне або сумнівне.
Назва може бути визнана за nomen dubium, якщо голотип є фрагментарним або бракує в ньому важливих для розпізнання ознак. Часто трапляється так у випадку видів, відомих лише по викопних рештках. Для того, щоб зберегти сталість назв, ICZN (Міжнародна комісія з зоологічної номенклатури) дозволяє обрати новий типовий екземпляр, або неотип.